# The Perfect Holiday
Pour plus de détails, voir Fiche technique et Distribution.
The Perfect Holiday est un film de Noël américain réalisé par Lance Rivera, sorti en 2007.

## Synopsis
Une jeune fille fait appel à un père Noël de supermarché pour trouver un nouveau compagnon à sa mère.

## Fiche technique
- Titre : The Perfect Holiday
- Réalisation : Lance Rivera
- Scénario : Lance Rivera, Marc Calixte, Nat Mauldin et Jeff Stein
- Musique : Christopher Lennertz
- Photographie : Teodoro Maniaci (en)
- Montage : Paul Trejo
- Production : Shakim Compere, Leifur B. Dagfinnsson, Mike Elliott, Joseph P. Genier, Marvin Peart et Queen Latifah
- Société de production : Capital Arts Entertainment, Destination Films et Flavor Unit Entertainment
- Société de distribution : Yari Film Group Releasing (États-Unis)
- Pays :  États-Unis
- Genre : Comédie romantique et fantastique
- Durée : 96 minutes
- Dates de sortie : 
  - États-Unis : 12 décembre 2007

## Distribution
- Morris Chestnut : Benjamin
- Gabrielle Union : Nancy
- Faizon Love : Jamal
- Charlie Murphy : J-Jizzy
- Katt Williams : Delicious
- Jill Marie Jones : Robin
- Rachel True : Brenda
- Malik Hammond : John-John
- Jeremy Gumbs : Mikey
- Khail Bryant : Emily

## Accueil
Le film a reçu un accueil défavorable de la critique. Il obtient un score moyen de 32 % sur Metacritic.